# 片岡鶴八
片岡 鶴八（かたおか つるはち、1917年7月7日 - 1988年7月13日）は、日本の声帯模写芸人。
音楽家の片岡慎介は実息。

## 来歴
実家はハンコ職人。素人時代にNHKのど自慢、ラジオ東京の「しろうと寄席」に出演し名を馳せる。自転車でハンコの配達中に肩の怪我で玄人に転身。玄人になってからは1957年より8代目桂文楽の一門で落語協会に属した。
芸名は「しろうと寄席」の審査員であった安藤鶴夫と木下華声（2代目江戸家猫八）の「鶴」と「八」の字を貰った。
物まねのレパートリーは浪曲の節まね、歌手、政治家、評論家、歌舞伎俳優、映画俳優、動物のまねなど幅広かった。
1980年に脳出血で引退した。
弟子にお笑いタレントの片岡鶴太郎がいる。

## 註
1. ↑  片岡鶴八新撰 芸能人物事典 明治～平成
2. ↑  片岡慎介 biomagazine公式サイト
3. ↑  片岡鶴太郎（インタビュアー：江坂裕子）「俳優、画家 片岡鶴太郎」『荒川ゆうネットアーカイブ, 荒川区』。2021年10月5日閲覧。